# Jakob Tiedtke
Jakob Tiedtke (Berlim, 23 de junho de 1875 – Berlim, 30 de junho de 1960) foi um ator de cinema alemão. Ele atuou em mais de 190 filmes mudos entre 1914 e 1955.

## Filmografia selecionada
- 1913: Schuldig
- 1914: Der Golem
- 1918: Der Rattenfänger
- 1919: Die Puppe
- 1919: Der Galeerensträfling
- 1920: Kohlhiesels Töchter
- 1920: Romeo und Julia im Schnee
- 1953: Keine Angst vor großen Tieren
- 1953: Damenwahl
- 1954: Raub der Sabinerinnen
- 1954: Emil und die Detektive
- 1954: … und ewig bleibt die Liebe
- 1955: Urlaub auf Ehrenwort